# Mary Hays
Mary Hays   (Londres, 4 de maig de 1759 - Londres, 20 de febrer de 1843) fou una escriptora anglesa, coneguda pel seu feminisme primerenc i per les seves relacions pròximes amb pensadors radicals de l'època com Robert Robinson, Mary Wollstonecraft, William Godwin i William Frend. La seva obra més coneguda és una novel·la epistolar parcialment autobiogràfica titulada Memoirs of Emma Courtney (Memòries d'Emma Courtney), publicada el 1796, on descriu la passió femenina de tal forma que va xocar amb els crítics del moment. El 1799, a Victims of Prejudice, va respondre durament als crítics mascles que, segons ella, volien "prohibir a les dones una llibertat que volen per ells mateixos."